# The Traitor (film 1915)
The Traitor è un cortometraggio muto del 1915 scritto e diretto da Cecil M. Hepworth. È conosciuto anche con il titolo Court-Martialled.

## Trama
Un tenente viene destituito per aver mandato dei segnali al nemico, mentre in realtà lui stava organizzando una fuga con la moglie di un altro.

## Produzione
Il film fu prodotto dalla Hepworth.

## Distribuzione
Distribuito dalla Gaumont British Distributors, il film - un cortometraggio in tre bobine - uscì nelle sale cinematografiche britanniche nel maggio 1915.
Si pensa che sia andato distrutto nel 1924 insieme a gran parte degli altri film della Hepworth. Il produttore, in gravissime difficoltà finanziarie, pensò in questo modo di poter almeno recuperare l'argento dal nitrato delle pellicole.